# شيخار ميهتا
شيخار ميهتا (بالإنجليزية: Shekhar Mehta)‏ مواليد 20 يونيو 1945 - الوفاة 12 أبريل 2006، كان سائق راليات كيني بدأ مسيرته في سنة 1973. كان أول رالي له هو رالي سفاري 1968. تنافس في بطولة العالم للراليات. فاز بـ 5 سباقات رالي. صعد على المنصة 11 مرة خلال مسيرته.

## سجل الفوز
- رالي سفاري 1973
- رالي سفاري 1982

## فرق مثلها
- أودي
- نيسان موتورز
- بيجو
- لانشيا

## روابط خارجية
- شيخار ميهتا على موقع Rallye-info.com (الإنجليزية)
- شيخار ميهتا على موقع eWRC-results.com (الإنجليزية)